# Vescovato
Pour les articles homonymes, voir Vescovato (homonymie).
Vescovato est une commune française située dans la circonscription départementale de la Haute-Corse et le territoire de la collectivité de Corse. Elle appartient à l'ancienne piève de Casinca dont elle était le chef-lieu.

## Géographie
Les communes limitrophes sont Lucciana, Loreto-di-Casinca, Monte et Venzolasca.

### Situation
Vescovato est située dans l'ancienne pieve de Casinca, aujourd'hui une microrégion au nord-est de la Castagniccia, en limite du parc naturel régional de Corse ; Vescovato est le chef-lieu du canton éponyme. La commune occupe la zone littorale comprise entre la plaine de la Marana au nord et la Plaine orientale au sud.
Communes limitrophes

### Géologie et relief

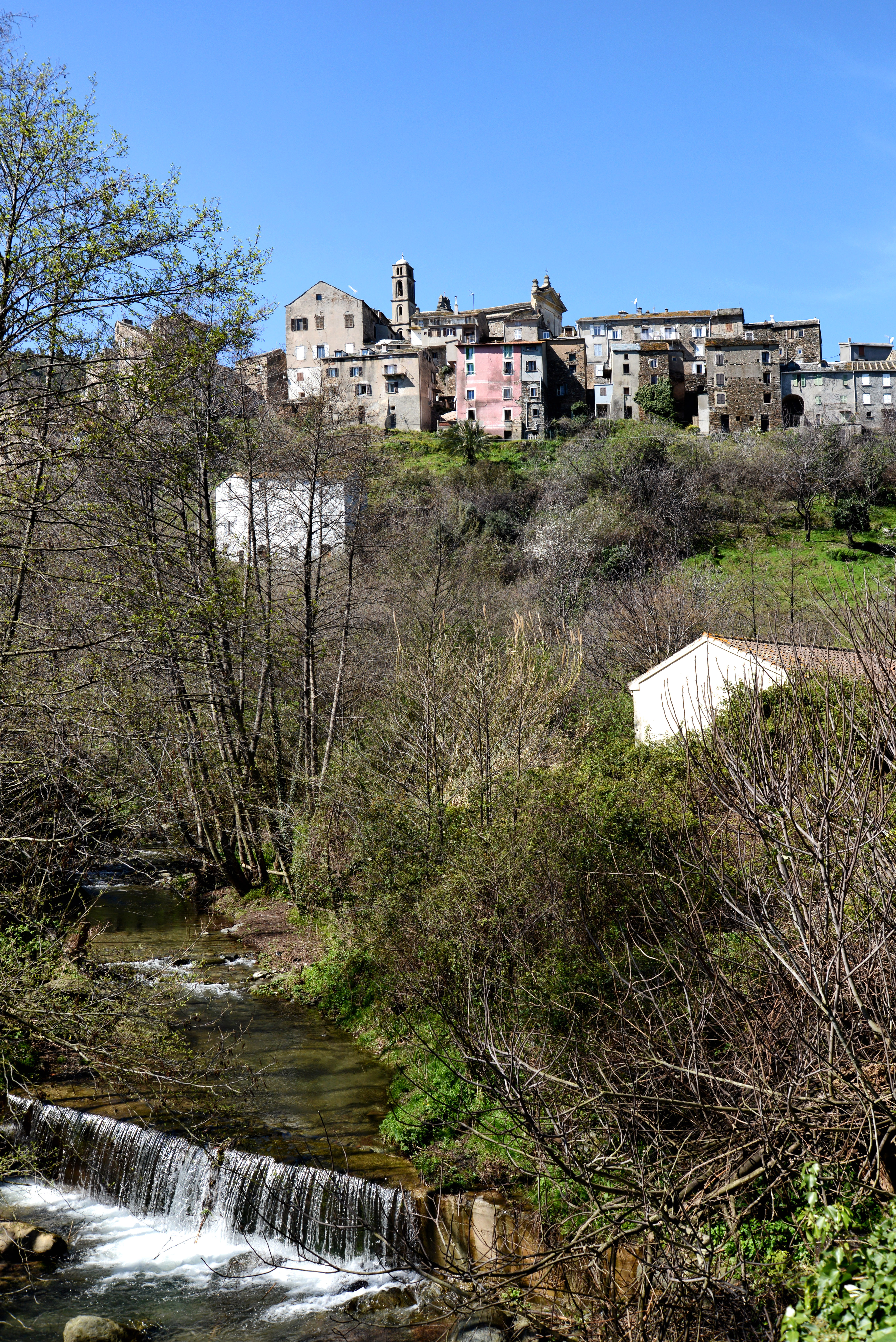
Vue du village arrosé par le ruisseau de Macinajo.

Le territoire communal se trouve dans le pays du « Deçà des Monts », dans la « Corse schisteuse », au sud de la chaîne du Cap-Corse qui se poursuit au sud de la cluse du Golo par la crête du San Pedrone et de la cime de Caldane. Il s'étend au nord-est du massif du San Pedrone, sur les pentes du Monte Sant'Angelo (1 218 m), sommet emblématique de la Casinca, et s'étale jusqu'à l'embouchure même du Golo sans avoir de façade maritime sur la mer Tyrrhénienne.
Ce territoire se partage entre :
- zone de montagne, composée de forêts de châtaigniers, de chênes verts ;
- zone collinaire, composée de milieux semi-naturels, arborés essentiellement de châtaigniers et d'oliviers, et d'un haut maquis ;
- zone plaine, alluviale composée de territoires agricoles.

### Hydrographie
Le fleuve côtier Golo est le principal cours d'eau. Il s'écoule au nord de la commune et sépare Lucciana de Vescovato depuis le lieu-dit Brancale jusqu'à son embouchure. Au sud de celui-ci, existe le fossé de Ciavattone (alimenté par le ruisseau de Ciavattone qui sépare Vescovato et Venzolasca.
Dans sa partie haute, la commune occupe un grand secteur du bassin versant du ruisseau de Frudamaccia (ou ruisseau de Ciavattone - il prend sa source sur le flanc septentrional du Monte Sant'Angelo) qui reçoit les eaux du ruisseau de Stabia lequel nait sur Loreto-di-Casinca puis conflue avec le ruisseau de Macinajo Macinaghju Minuzetta (ou ruisseau de Bello Rossignolo en entrant sur la commune de Vescovato) qui traverse le village de Vescovato. Le ruisseau de Ciavattone (autres toponymes : ruisseau de Frudamaccia, ruisseau de Cintrone, ruisseau d'Orsaticcia, ruisseau d'Arena, ruisseau d'Olmi après sa confluence avec le ruisseau de Querciolo) - commune de Venzolasca) se jette dans le fossé de Ciavattone dont les eaux se perdent en Mer Tyrrhénienne.

### Climat et végétation
Vescovato est une commune située sur les collines orientales de la Castagniccia l'un des secteurs les plus arrosés du littoral corse. Elle bénéficie d'un climat méditerranéen sec en été avec des précipitations importantes au printemps et en automne. De ce fait, la végétation y est abondante.
La commune est exposée à l'est, comme toutes les communes de la façade orientale du nord de l'île. Elle est soumise aux vents du nord, de nord-est et d'est, soit la tramuntana hivernale, vent du nord sain mais violent, sec et glacial, le gregale vent humide du nord-est qui apporte la neige en hiver, et le levante (ou livanti) humide, malsain vent d'est.
Le libeccio, vent d'ouest violent qui souffle un peu plus au nord, épargne la commune.
Les monts de Casinca sont couverts d'une verte végétation de châtaigniers et de chênes verts. Ils ont été en grande partie déboisées les siècles derniers pour faire place aux nombreuses terrasses de culture (lenze) visibles encore de nos jours. Les sols abandonnés, sont depuis recouverts de fougères.

### Voies de communication et transports

#### Accès routiers
La commune est traversée par la RT 10 (ex-RN 198) (axe nord-sud Bastia-Bonifacio) qui démarre au giratoire de Casamozza (commune de Lucciana), jonction avec la Route nationale 193 (axe Ajaccio-Bastia).
L'accès au village se fait par la route D 237 depuis le giratoire de Torra. Une autre voie, la D 137, permet depuis Arena de rejoindre la D 237 pour gagner le village et au-delà, c'est-à-dire Venzolasca et les autres communes de la Casinca, voir celles de la Castagniccia.
Le tronçon 2×2 voies Borgo-Vescovato d'une longueur de 4 km a été ouvert à la circulation le 16 janvier 2013. Il faut maintenant entre 7 et 8 minutes pour effectuer les 9,5 km de cette voie nouvelle.

#### Transports
Vescovato est traversée par la ligne principale Bastia - Ponte-Leccia - Ajaccio des CFC, sur un parcours de moins de 400 m depuis le pont ferroviaire au lieu-dit Pont du Golo. Aucune gare ou arrêt n'existe sur la commune. La gare la plus proche est la gare de Casamozza toute proche.
Le port de commerce de Bastia est distant de 20 km, Près de 6 km sépare le Pont du Golo à l'aéroport de Bastia Poretta.

## Urbanisme

### Typologie
Au 1er janvier 2024, Vescovato est catégorisée bourg rural, selon la nouvelle grille communale de densité à sept niveaux définie par l'Insee en 2022.
Elle appartient à l'unité urbaine de Borgo, une agglomération intra-départementale regroupant six  communes, dont elle est une commune de la banlieue,,. Par ailleurs la commune fait partie de l'aire d'attraction de Bastia, dont elle est une commune de la couronne,. Cette aire, qui regroupe 93 communes, est catégorisée dans les aires de 50 000 à moins de 200 000 habitants,.
La commune, bordée par l'estuaire du Golo, est également une commune littorale au sens de la loi du 3 janvier 1986, dite loi littoral. Des dispositions spécifiques d’urbanisme s’y appliquent dès lors afin de préserver les espaces naturels, les sites, les paysages et l’équilibre écologique du littoral, tel le principe d'inconstructibilité, en dehors des espaces urbanisés, sur la bande littorale des 100 mètres, ou plus si le plan local d’urbanisme le prévoit.

### Occupation des sols
L'occupation des sols de la commune, telle qu'elle ressort de la base de données européenne d’occupation biophysique des sols Corine Land Cover (CLC), est marquée par l'importance des territoires agricoles (75,5 % en 2018), une proportion sensiblement équivalente à celle de 1990 (76,7 %). La répartition détaillée en 2018 est la suivante : 
cultures permanentes (40,1 %), zones agricoles hétérogènes (34,6 %), forêts (18,9 %), zones urbanisées (5,5 %), prairies (0,8 %), milieux à végétation arbustive et/ou herbacée (0,1 %). L'évolution de l’occupation des sols de la commune et de ses infrastructures peut être observée sur les différentes représentations cartographiques du territoire : la carte de Cassini (XVIIIe siècle), la carte d'état-major (1820-1866) et les cartes ou photos aériennes de l'IGN pour la période actuelle (1950 à aujourd'hui).

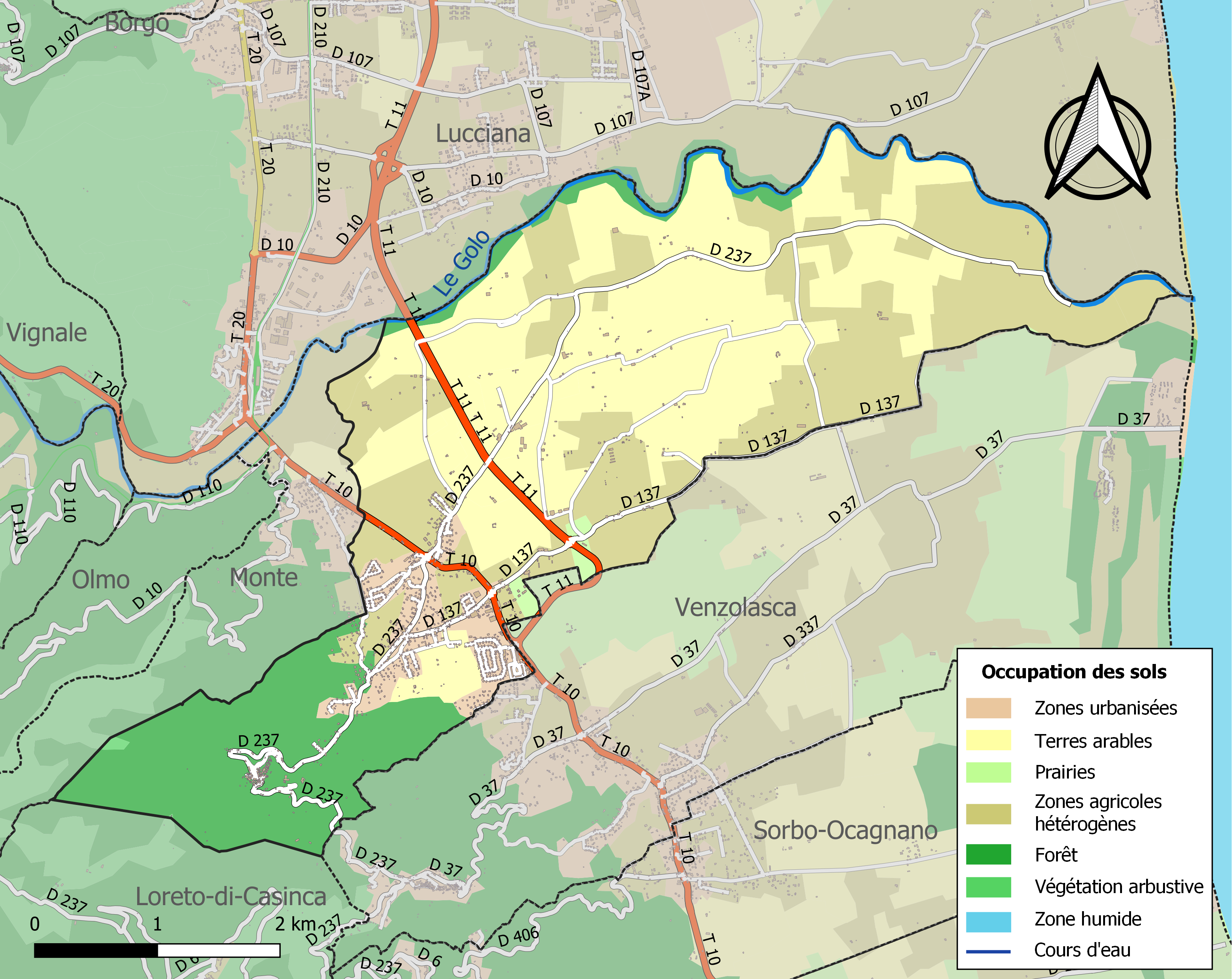
Carte des infrastructures et de l'occupation des sols de la commune en 2018 (CLC).
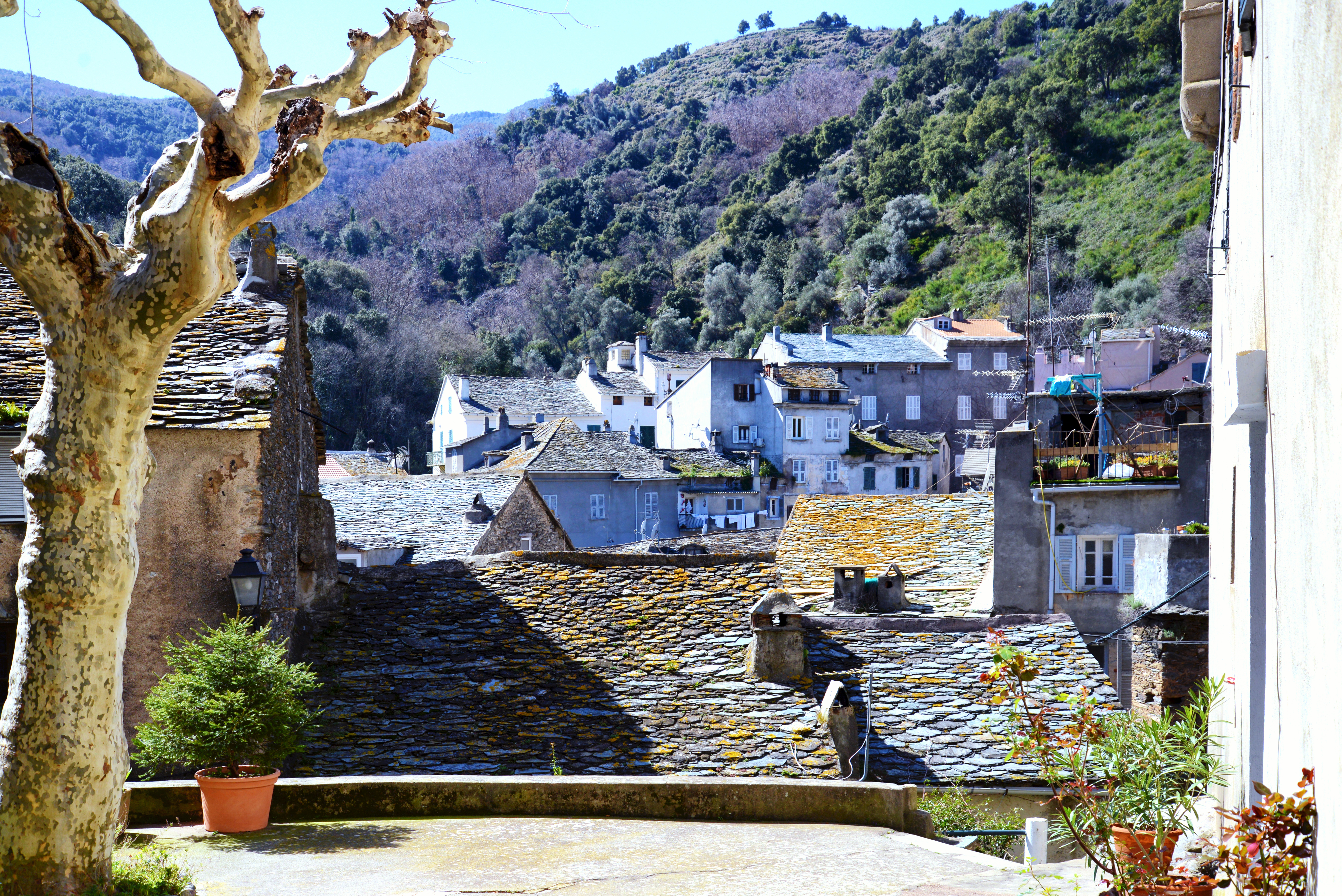
Quartier occidental du village.

### Vescovato

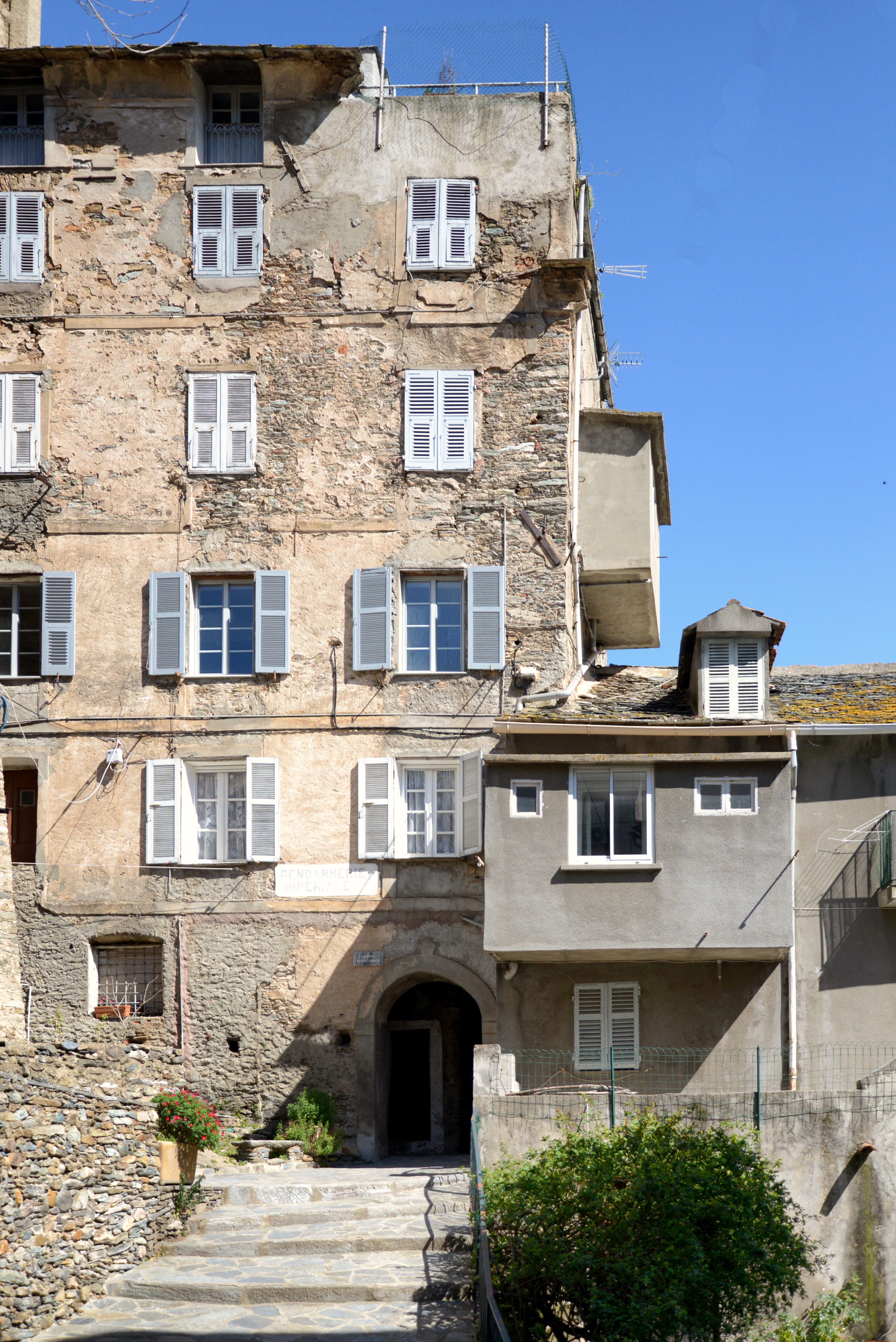
Ancienne gendarmerie impériale, quartier Santa Croce.

Selon la chronique de Giovanni della Grossa, à la fin du XIIIe siècle l'évêque Opizo Pernice (ou ses ancêtres), après la destruction de Mariana, s'était retiré sur ce site qui lui avait paru si beau et où il transféra sa résidence qu'il appela ce lieu Vescovato. Peu après sa construction, le territoire commença à être habité.

« On dit encore qu'aussitôt que cet endroit commença à être habité, tous les gens des petites localités voisines, lesquels formaient deux paroisses distinctes, l'une de S. Michel et l'autre de S. Mamiliano, église située sur une colline au midi, laissèrent leurs chétives maisons et descendirent habiter à Vescovato. Ils restèrent néanmoins soumis à leurs anciennes paroisses, c'est-à-dire que ceux qui habitaient à l'ouest et au midi, firent partie de S. Mamiliano, et les autres qui habitaient au nord firent, partie de S. Michel. Abbé Letteron in Histoire de la Corse - Tome 1 p. 163 »

### Arena
Arena est un hameau traversé par la RT 10 (ex-RN 198) dans la plaine de Vescovato. La localité où se termine la section de la voie rapide ouverte depuis novembre 2012 au sud de Bastia, présente un ensemble de bâtiments HLM important, comprenant notamment une école, un terrain de jeu pour enfant et une agence postale. Autour de cet ensemble social, se sont développés plusieurs lotissements composés de maisons individuelles. Le ramassage scolaire s'effectue tous les matins de la semaine pour transporter les enfants au collège de la Casinca.

### Torra
Torra est un hameau traversé par la RT 10 à l'entrée même de la plaine de Vescovato. Ainsi souvent appelé "Les Portes de la Casinca", ce hameau est distingué d'un rond-point présentant une sculpture de portes ouvertes démontrant et démarquant le passage en Casinca. Le lieu se nomme ainsi du fait qu'il soit gardé par une tour du XVIIIe siècle ("Torra" en Corse), construite pour défendre et protéger le village. La tour fut considérée pour héberger le philosophe Rousseau lors de la rédaction de la Constitution de Corse, mais Rousseau ne pouvant pas effectuer le voyage en Corse, le projet ne vit jamais le jour. Elle fait aujourd'hui partie du complexe de la Fromagerie Pierucci.

## Toponymie
En corse, le village se nomme U Viscuvatu. Les habitants s'appellent les Vescovatais (Viscuvacci).
Selon l'abbé Letteron, l'appellation Vescovato (évêché en toscan) qui ne lui semble pas antérieure au XVe siècle, trouverait son origine avec l'évêque (vescovo) de Mariana, Opizzu Cortincu (1218-1260 ?), qui fut le fondateur du nouveau village dont il fit sa résidence.
« Il y bâtit pour sa sûreté le château appelé Belfiorito sur le haut de la colline où se dresse aujourd'hui l'église principale du pays, qui porte le titre de S. Martino - Abbé Letteron in Histoire de la Corse - Tome 1, Bulletin de la Société des Sciences historiques et naturelles de la Corse - 1888. »

## Histoire

### Antiquité
Proche de Mariana - commune de Lucciana sur l'autre rive du Golo, la région était très densément occupé durant l'Antiquité. En témoignent les découvertes mises au jour par des prospections dans la plaine de Vescovato, au lieu-dit « Morte », d'un habitat qui pourrait s'apparenter à des villæ ou à des habitats relativement aisés : dans un espace d'environ 60 m de rayon, présence en surface de matériaux de construction tels des briques, des tuiles, des tegulae mammatae et des moellons liés à la chaux, associés parfois à des fragments de mosaïques et d'enduits peints, et de toutes sortes de céramiques fines et communes, des monnaies ainsi que des fragments de verre à vitre.
En 2019, le lieu-dit « Casella » a livré, lui, lors des fouilles préventives préalables à la construction de la chambre d'agriculture de Haute-Corse, une agglomération de plaine du Ve siècle av. J.-C., ainsi qu'une villa romaine du IIIe siècle ap. J.-C.. Ces deux découvertes, espacées dans le temps de près de huit siècles, montrent une mise en culture précoce du terroir de Vescovato.

### Moyen Âge

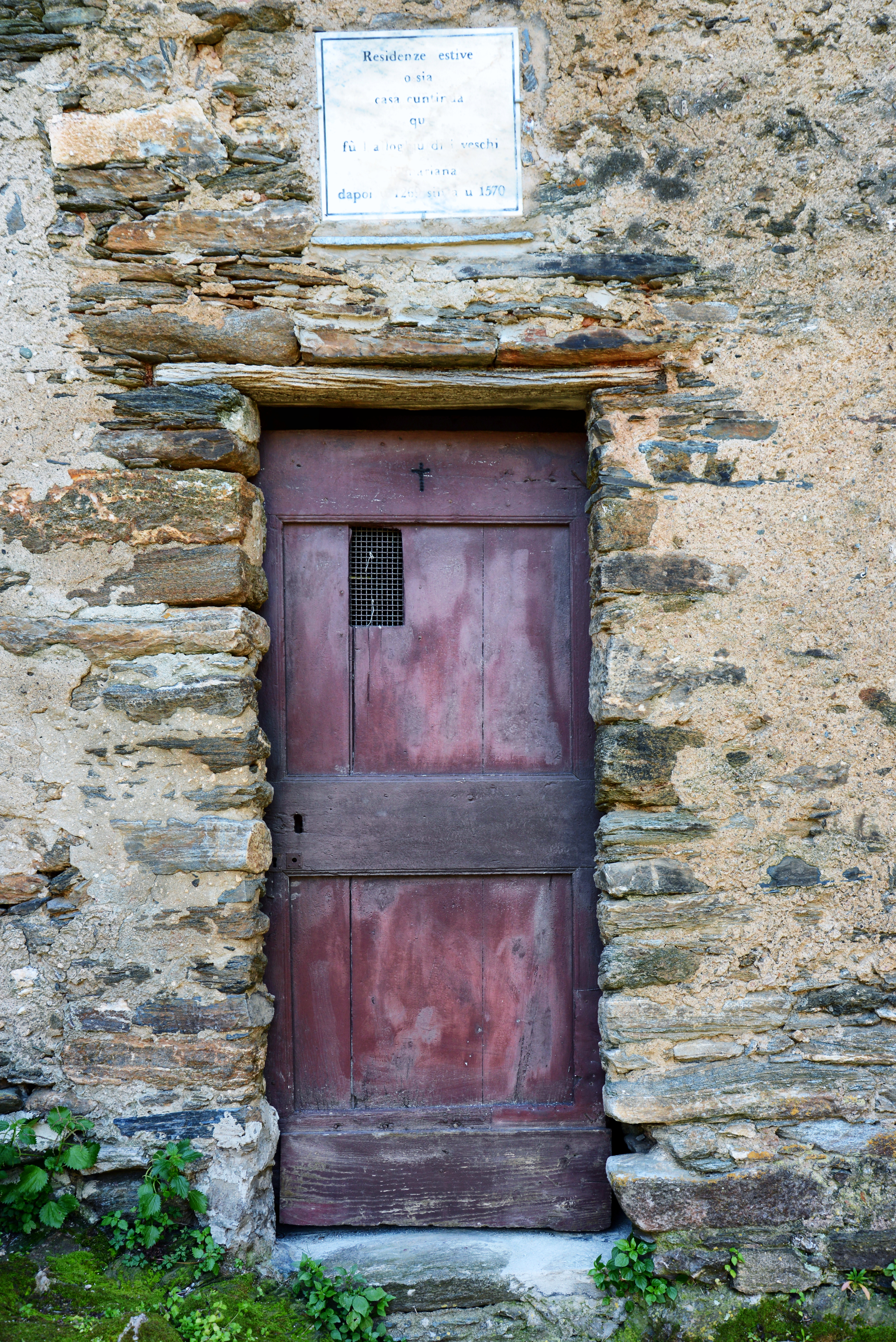
Porte d'entrée de la résidence d'été des évêques de Mariana.

Au XIe siècle, le territoire appartient aux marquis de Massa ; il est sous l'autorité des seigneurs de Loreto qui possèdent plusieurs fortifications, dont celle éponyme de Loreto.
En 1223, un de leurs descendants, Opitho, marquis de Palodi, frère de Corrado de Palodi (propriétaire de terres en Balagne), était seigneur en Casinca. « En 1210, Corrado de Palodi donne au monastère de la Gorgone ses droits sur les dîmes de Balagne et en 1221, son frère Opitho de Palodi donne en gage son château de Prunetule situé en limite des pièves de Casinca et d'Ampugnani et plusieurs terres sises dans la plaine de Mariana ». Commence alors la fragmentation de l'immense seigneurie. Toute la partie orientale de l'île, autour des pièves de Tavagna, Casinca, Ampugnani et Orezza est abandonnée. Ce repli profite au monastère San Mamiliano de Montecristo et à quelques puissantes familles seigneuriales comme la Loreto qui reçoit en gage le castrum de Prunetule. Les « Cortinchi », déjà implantés dans la piève limitrophe d'Ampugnani, depuis leurs possessions de Petrelerata et la fortification de Lumito construite dans le courant du XIIIe siècle, parviennent rapidement à étendre leur autorité sur une partie de la Casinca. Le clan des Cortinchi sera le plus important du « Deçà des monts ».
Durant le XIVe siècle, les Cortinchi de Petrelerata unifient un grand territoire englobant la Castagniccia et les pièves de Casinca et de Venaco. Le pays « Cortinco » reste néanmoins divisé entre les mains de nombreux lignages.

#### Castello Belfiorito-Vescovato
La mainmise sur le diocèse de Mariana permet aux Cortinchi d'ériger le castrum Belfiorito-Vescovato, sur un éperon rocheux à moins de 2 km de Loreto. Le château de Belfiorito (qui signifie "joliment fleurie") est cité pour la première fois en 1289, dans la notice qui y est rédigée le 15 août 1289 du serment de fidélité prêté par les seigneurs Cortinchi de Lumito à Luchetto Doria : in Belfiorito, in castagneto apud ecclesiam. LIRG, XC; Libri iurium, 1080.
Selon les chroniques, c'est Opizzu Cortincu (1218-1260 ?), évêque de Mariana, qui l'aurait fait édifier dans le courant du XIIIe siècle. La chronique de Jacopo Doria indique que l'évêque de Mariana en est le propriétaire en 1289, et que, en 1441 le prélat renonce à ses droits féodaux sur la population du castrum. Les chroniqueurs Ceccaldi et Filippini présentent ce castrum comme une résidence de confort pour l'évêque. Toutefois, d'après les récits, sa construction intervient après l'érection de la ligne de fortifications au sud de la piève. Elle avait pour but de renforcer la surveillance de la seigneurie épiscopale
Le choix du site de Belfiorito-Vescovato semble motivé par la volonté de contrôler la route est-ouest qui longe la rive sud du fleuve et qui depuis l'embouchure du Golo permet de pénétrer vers l'intérieur des terres. D'autre part, l'objectif de la construction de ce castrum à l'initiative d'un évêque Cortinco, était peut-être de s'emparer de la Casinca, originellement soumise aux seigneurs de Loreto. Ceux-ci dans l'espoir de conserver un accès à la plaine et au littoral, réagissent en érigeant une fortification à Venzolasca où se développe une importante communauté à partir du XIVe siècle.
Le château Belfiorito-Vescovato est implanté sur le chemin qui, depuis la côte orientale et par le col de Chercheroni, conduit aux pièves de l'intérieur de l'île. Il permettait aux seigneurs de contrôler la circulation des marchandises, source importante de revenus. À cela, il faut ajouter la surveillance du mouillage et la gabelle de Poraja, située à l'embouchure du Golo.
De l'abbé Letteron : « C'était lui évêque (vescovo) qui était le fondateur du nouveau village. Il y bâtit pour sa sûreté le château appelé Belfiorito sur le haut de la colline où se dresse aujourd'hui l'église principale du pays, qui porte le titre de S. Martino ». L'appellation Vescovato ne semble pas antérieure au XVe siècle.
Aussitôt après sa construction, en raison de la résidence de l'évêque, le territoire commença à être habité par les gens des deux paroisses de San Michele et de San Mamiliano. Le livre de tailles de 1454 mentionne : cent soixante seize feux et demi-feux pour le village de Vescovato, cent seize pour Castellare, et cent soixante et onze pour Venzolasca peu après 1450.
Au XVIe siècle, dans un bref passage, Filippini ajouta au texte de Giovanni della Grossa que le seigneur de Belfiorito-Vescovato donna « le meilleur terrain tout près de la forteresse » à des exilés sardes pour qu'ils s'y installent.
En 1441, l'évêque de Mariana renonce complètement à ses droits féodaux sur les habitants du castrum de Belfiorito-Vescovato.

### Temps modernes
Au début du XVIe siècle, les revenus ecclésiastiques de la piève de Casinca en faisait la plus riche de l'île, hormis celle d'Aregno en Balagne, écrit Mgr Agostino Giustiniani.
Vers 1520, la pieve de Casinca comptait environ 3 250 habitants. Elle avait pour lieux habités : lo Vescovato, Loreto, la Venzolascha, Sorbo, Ocagiani, la Penta, lo Catelar, San Jacobo, Porri.
Au début du XVIIIe siècle, Casinca était une pieve de la province de Bastia.
De l'abbé Francesco Maria Accinelli : « A questa contigua è la pieve di Casinca con 2 630 abitanti divisi in 650 fuoghi, confina questa à Tramontana col fuime Guolo, à mezzogiorno con fiumalto e Tavagna, à Ponente con la pieve di Casaconi, et hà 5 miglia di Pianura dal Guolo sino alla Torre di S.Pellegrino, sono i suoi vilaggi tutti situati in Collina = Oretto, Sorbo, Occagnani, Penta, Porri, Venzolasca, Vescouato et il Castellare ». (…) Pieve di Casinca : Oretto 318, Vescovato 410, Venzolasca 460, Castellare 117, Sorbo 250, Occagnano e Penta 640, Porri 158..

## Politique et administration

### Liste des maires
| Période                                  | Période   | Identité                  | Étiquette | Qualité                |
| ---------------------------------------- | --------- | ------------------------- | --------- | ---------------------- |
| maire en 1911                            | ?         | Xavier Giamarchi          |           |                        |
| 1945                                     | 1948      | Pierre-Jean Giamarchi     |           |                        |
| 1948                                     | 1950      | Jean-Baptiste Buttafoco   |           |                        |
| 1950                                     | 1953      | Louis Buttafoco           |           |                        |
| 1953                                     | 1983      | Elisabeth Filippi         |           |                        |
| 1983                                     | 1988      | Joseph Arrighi            |           |                        |
| 1988                                     | 1989      | Louis Ottaviani           |           |                        |
| 1989                                     | mars 2014 | François-Xavier Marchioni | CSD       | Conseiller territorial |
| mars 2014                                | En cours  | Benoît Bruzi              | DVG       | Fonctionnaire          |
| Les données manquantes sont à compléter. |           |                           |           |                        |

## Population et société

### Démographie
L'évolution du nombre d'habitants est connue à travers les recensements de la population effectués dans la commune depuis 1800. Pour les communes de moins de 10 000 habitants, une enquête de recensement portant sur toute la population est réalisée tous les cinq ans, les populations de référence des années intermédiaires étant quant à elles estimées par interpolation ou extrapolation. Pour la commune, le premier recensement exhaustif entrant dans le cadre du nouveau dispositif a été réalisé en 2006.

En 2022, la commune comptait 3 393 habitants, en évolution de +20,92 % par rapport à 2016 (Haute-Corse : +5,15 %, France hors Mayotte : +2,11 %).
| 1800 | 1806 | 1821  | 1831  | 1836  | 1841  | 1846  | 1851  | 1856  |
| ---- | ---- | ----- | ----- | ----- | ----- | ----- | ----- | ----- |
| 727  | 716  | 1 050 | 1 005 | 1 123 | 1 025 | 1 015 | 1 077 | 1 152 |

| 1861  | 1866  | 1872  | 1876  | 1881  | 1886  | 1891  | 1896  | 1901  |
| ----- | ----- | ----- | ----- | ----- | ----- | ----- | ----- | ----- |
| 1 255 | 1 123 | 1 339 | 1 399 | 1 532 | 1 684 | 1 599 | 1 559 | 1 570 |

| 1906  | 1911  | 1921  | 1926  | 2006  | 2011  | 2016  | 2021  | 2022  |
| ----- | ----- | ----- | ----- | ----- | ----- | ----- | ----- | ----- |
| 1 630 | 1 650 | 1 553 | 1 688 | 2 305 | 2 522 | 2 806 | 3 212 | 3 393 |

### Enseignement
Il existe deux groupes scolaires (écoles maternelle et primaire) à Vescovato, l'un au village et l'autre en plaine.

### Santé
Trois médecins généralistes, un chirurgien-dentiste, plusieurs infirmiers, une pédicure-podologue, un masseur kinésithérapeute et une pharmacie sont installés sur la commune.
Le centre hospitalier de Bastia, le plus proche hôpital, est distant de 23 km.

### Cultes
L'église paroissiale San Martinu relève du diocèse d'Ajaccio. Elle était la résidence de l'évêque de Mariana jusqu'en 1791.

### Médias
Vescovato a été le lieu du tournage, en 1961, du film de Jean Cherasse La vendetta, qui réunissait diverses vedettes de l'époque, dont Francis Blanche, Jean Lefèvre et Louis de Funès.

## Culture locale et patrimoine

### Lieux et monuments

#### Église Saint-Martin

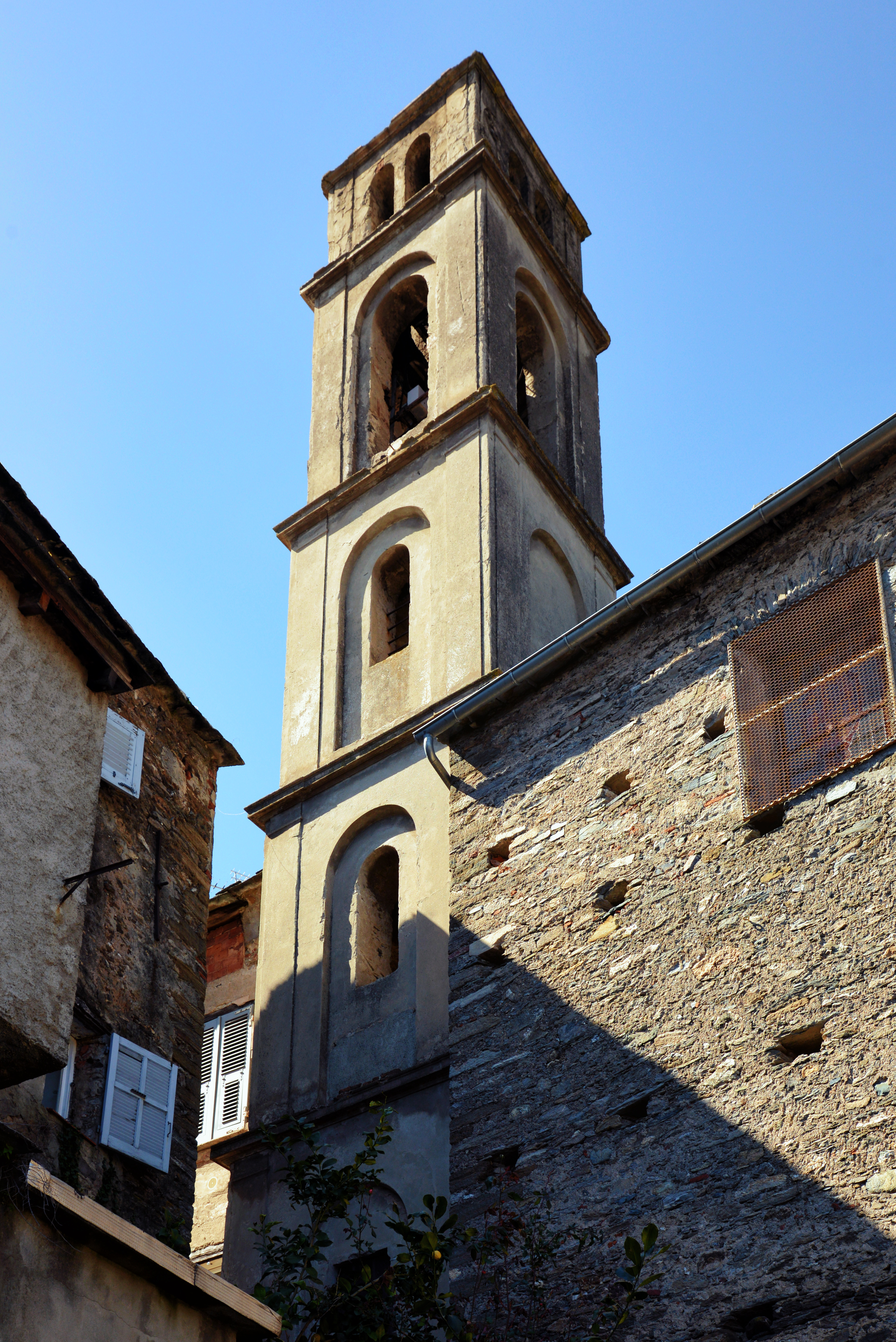
Clocher de l'église San Martinu.

L'église paroissiale Saint-Martin (Chjesa San Martinu) est datée du XIVe siècle et a été maintes fois remaniée. D'architecture romane dont elle conserve encore une partie, elle présente depuis un style baroque. San Martinu a été construit sur l'emplacement d'une chapelle médiévale qui existait avant même la fondation du village qui s'est bâti tout autour, la constituant de fait au cœur du village. Trop petite pour accueillir les fidèles, elle a été agrandie vers 1440. Son clocher a été solennellement béni le 9 juillet 1928 par Mgr Jean Marc Rodie, évêque d'Ajaccio.
Les évêques de Mariana en avaient fait leur résidence d'estive de 1269 à 1570.
Sous l'église, taillé dans la roche, se trouve un passage couvert dit « a loghja ». Ce passage conduit aux anciennes écuries des moines. L'endroit a été nommé A Memoria car y sont conservés tous les objets d'époque afférents à l'histoire du village.
S'y trouvent deux œuvres remarquables, classées MH :
- un tabernacle du maître-autel en marbre blanc, provenant de l'ancienne cathédrale de Mariana. Le tabernacle du maître-autel est daté du XVe siècle[23].

Quant au maître-autel, il serait issu de l'atelier du sculpteur sicilien Antonello Gagini (1498-1536), auteur des marbres du chœur de la cathédrale de Palerme.
- une statue de saint Antoine en bois peint, datée du XVIIe siècle. Elle pourrait provenir de l'ancien couvent des Capuccini de Vescovato[25].

#### Chapelle de confrérie Santa Croce

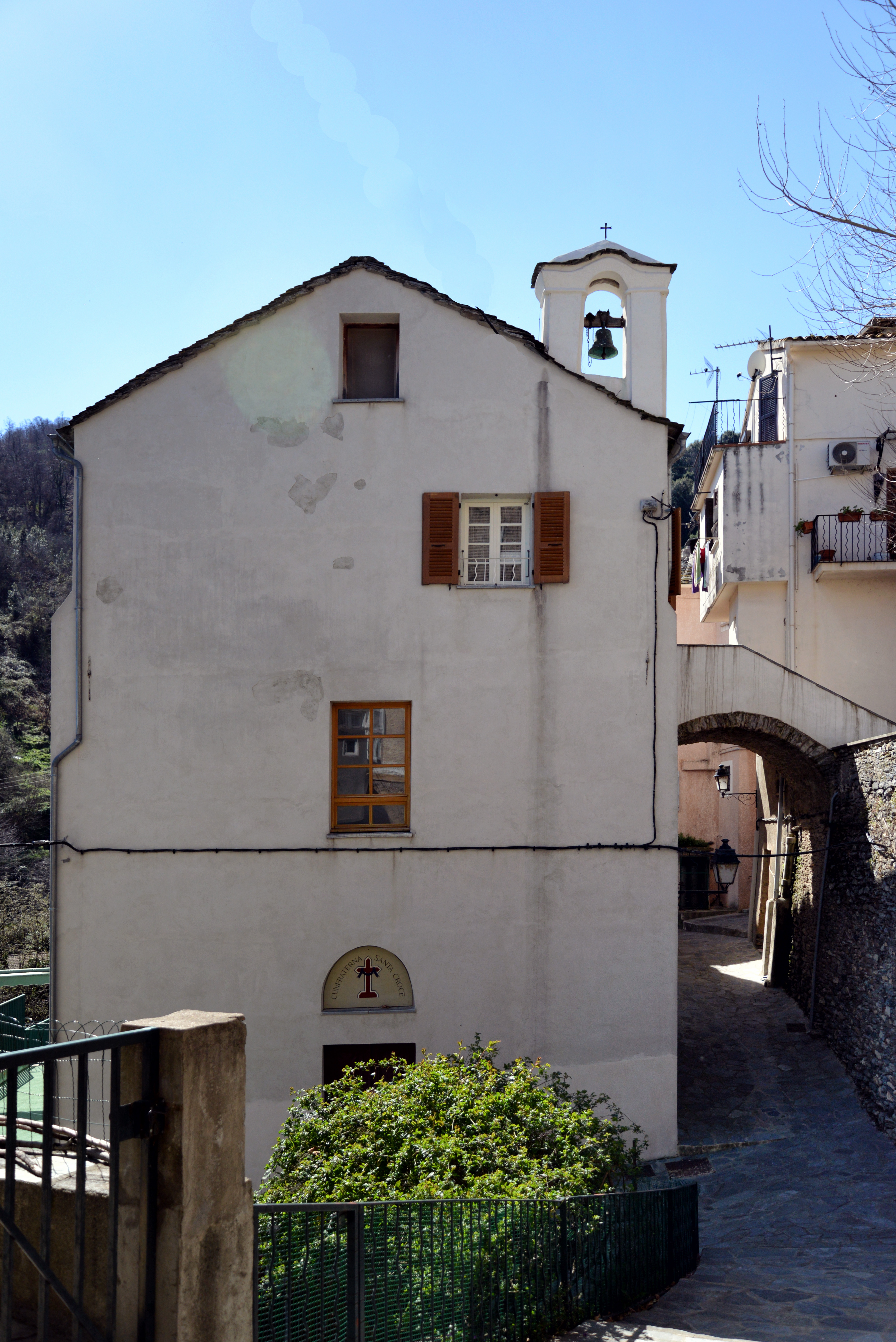
Chapelle confrérie Santa Croce.

La chapelle de confrérie Santa Croce se situe dans le quartier éponyme, en contrebas de l'église San Martinu.

#### Ancien couvent desCapucins

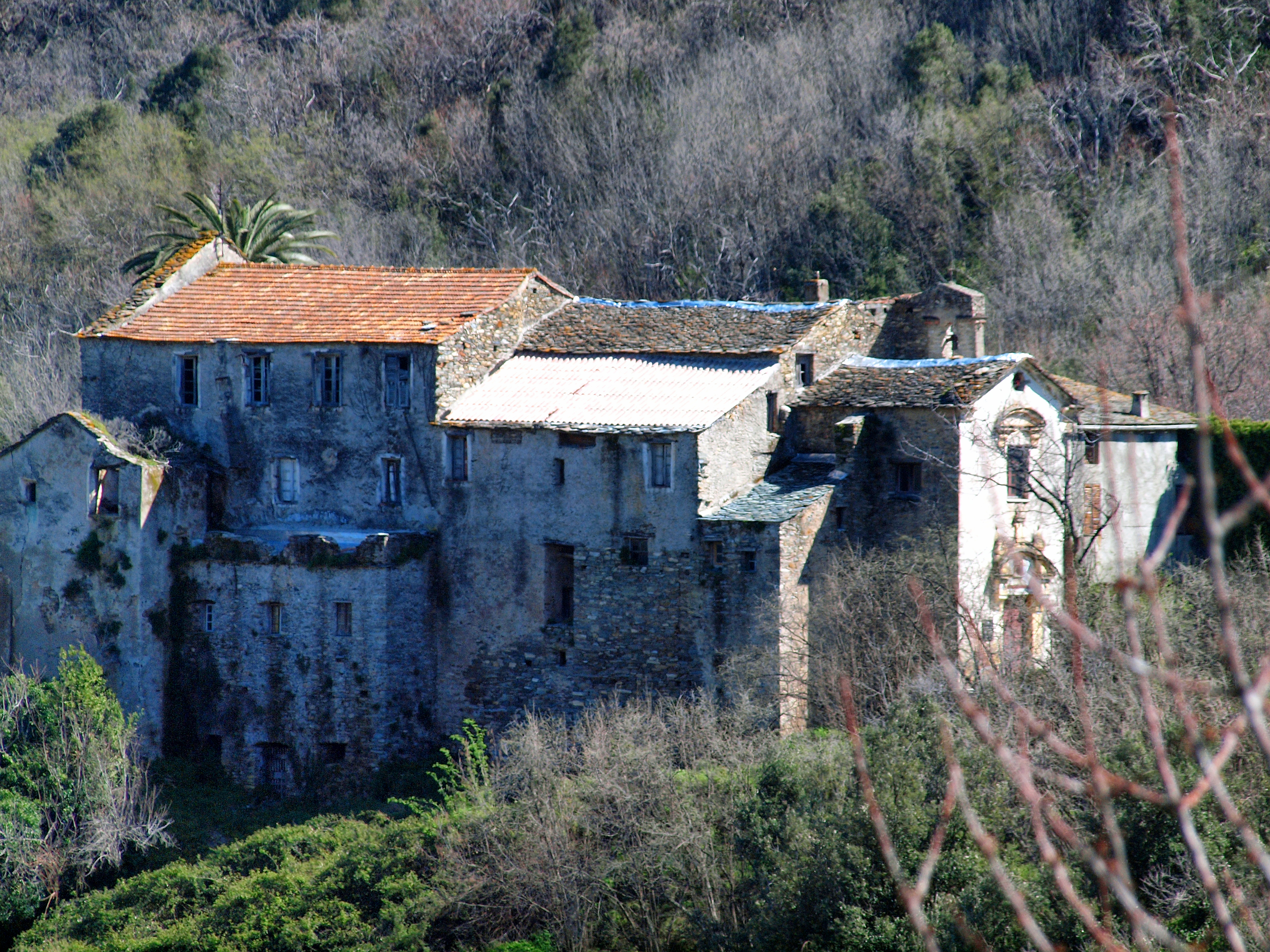
Ancien couvent des Capucins.

L'ancien couvent et sa chapelle isolée sont construits sur un éperon rocheux à l'est du village. Le couvent fut fondé en 1540 par les Capucins, dès leur arrivée sur l'île, par le Père Antoine du Niolu. Il sera abandonné en 1790 à la suite de la dissolution des ordres religieux prononcée par la Constituante.
La chapelle recèle des œuvres remarquables : maître-autel, retable, tabernacle et antependium, datés du XVIIIe siècle, classés Monuments historiques.

#### Chapelle San Mighele

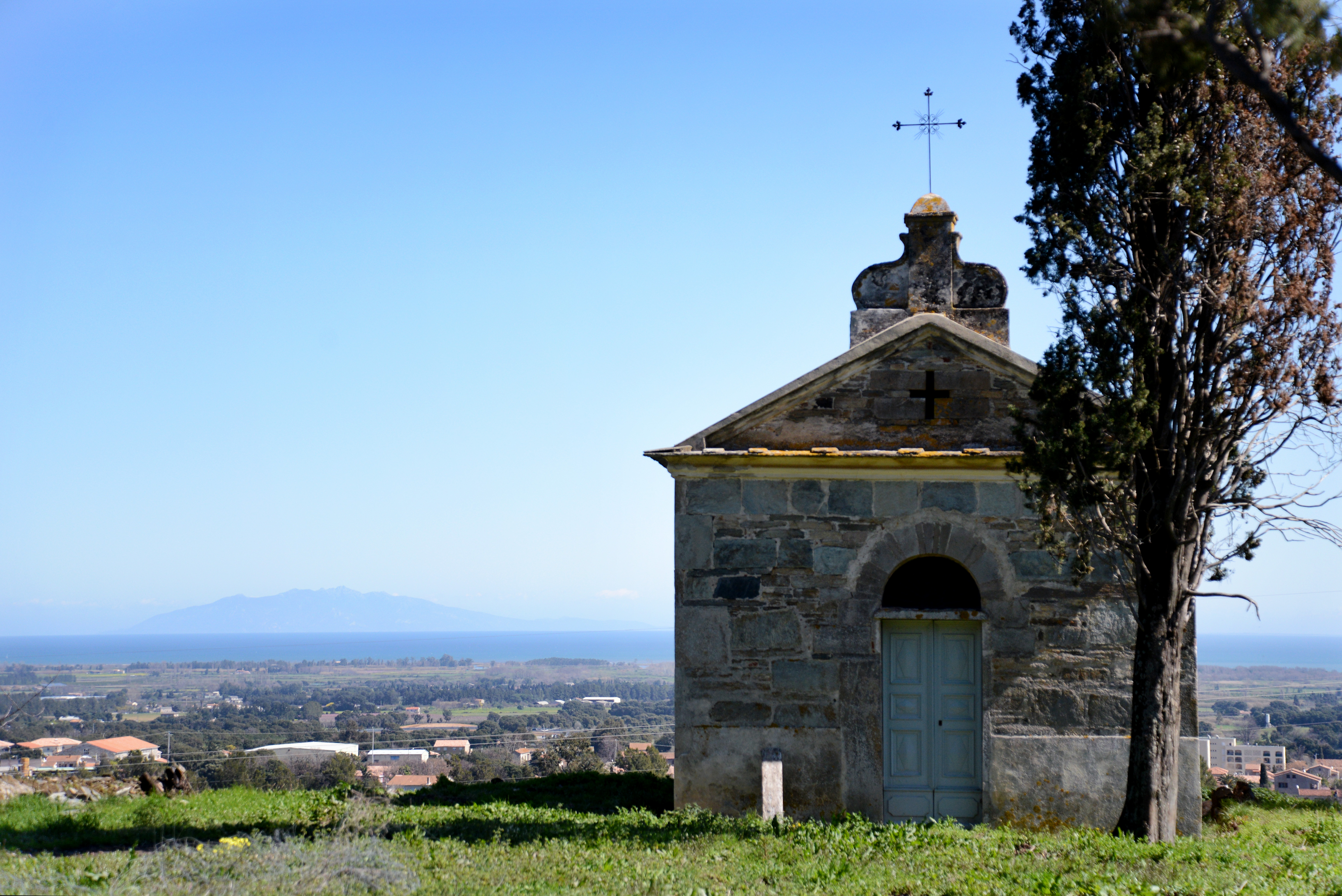
Chapelle San Michele.

La chapelle San Michele (Saint-Michel) est située au bas et au Nord-est du village, sur une butte à 119 m d'altitude. C'est un édifice roman pisan qui pourrait dater du XIe siècle. Elle est devenue une propriété privée au XIIIe siècle et a été aménagée en tombe familiale.
Elle est constituée d'une nef unique orientée sur un axe est/ouest avec l'abside à l'est « vers Rome » ; celle-ci est semi-circulaire en cul-de-four. L'appareillage des murs qui sont nus et dépouillés, sans ornementation, montre des remaniements successifs. Le fronton occidental est orné d'une petite ouverture en forme de croix grecque, percée dans la partie supérieure.
La chapelle San Michele est en cours de rénovation, avec le concours financier du Conseil général, de l'Office de l'Environnement et de la Commune.

#### Maison Filippini
Elle était l'habitation d'Anton Pietro Filippini, né à Vescovato vers 1530, archidiacre du diocèse de Mariana et l'un des chroniqueurs de la Corse.
L'immeuble daté de 1575, propriété de la commune, comporte un dessus-de-porte en marbre blanc avec des armoiries de l'archidiacre Filippini. Cette œuvre est classée MH.

#### Autres
- Monument aux morts, en haut de la place du village
- Fontaine, au bas de la place du village, surmontée d'un aigle

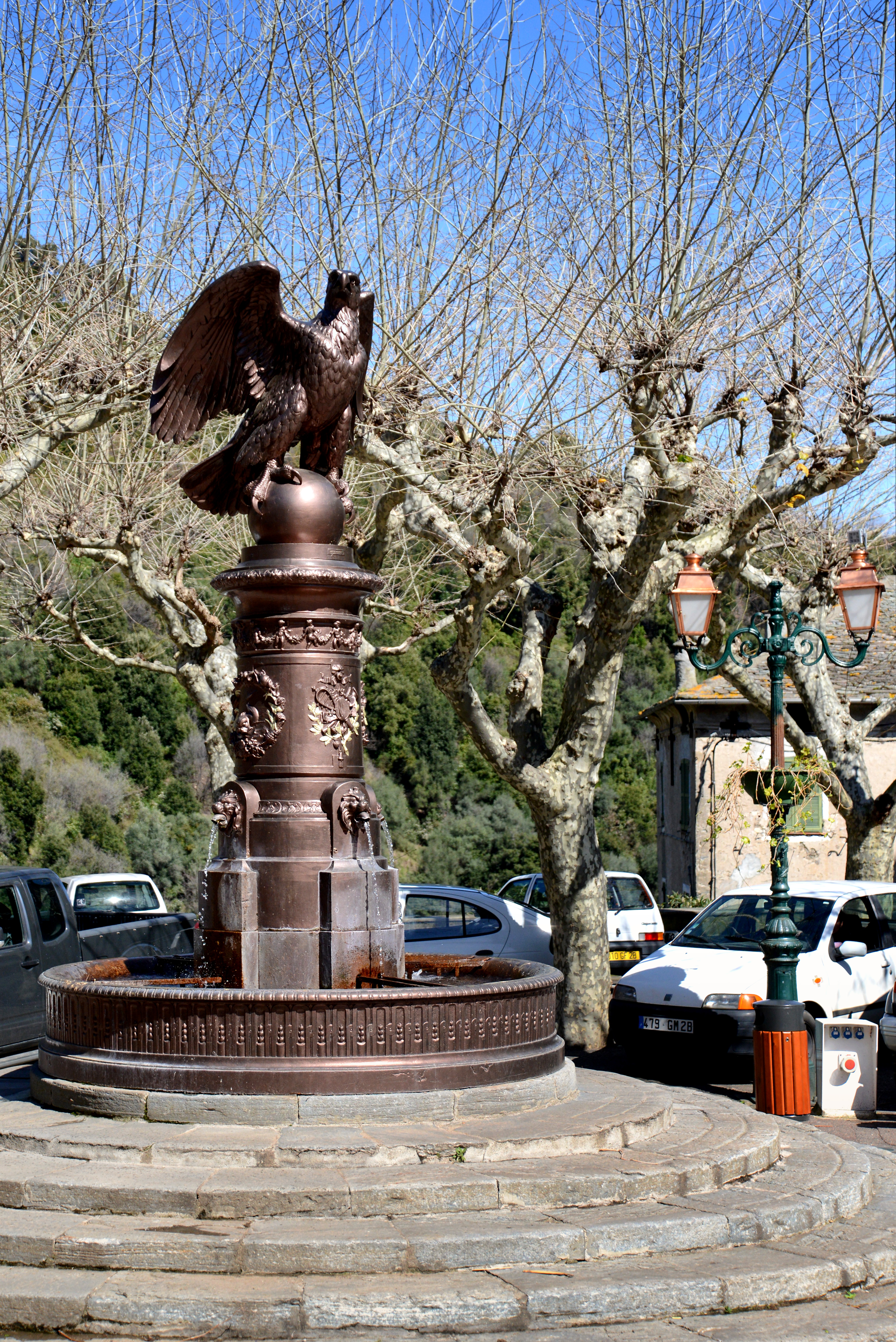
Fontaine.
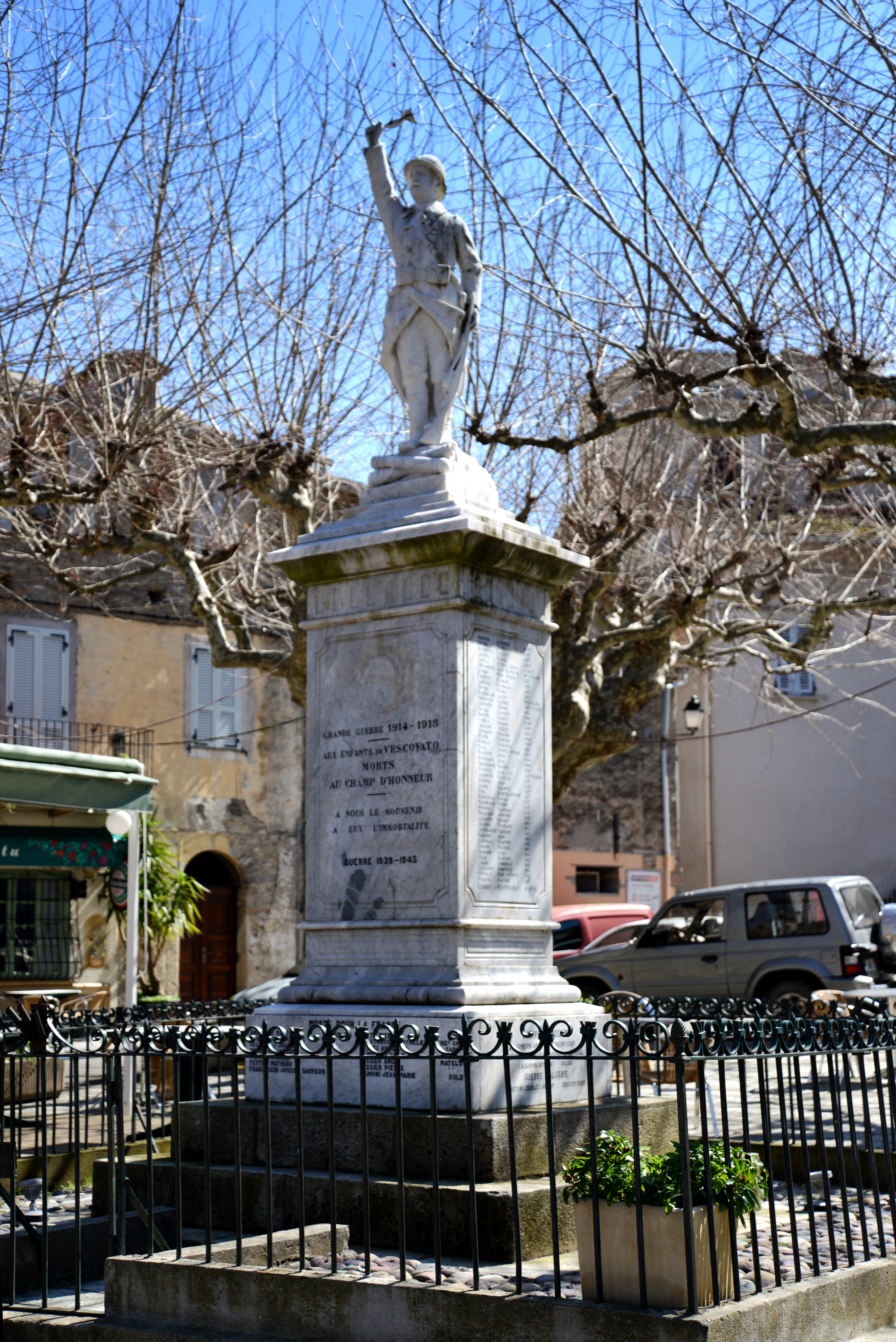
Monument aux morts.
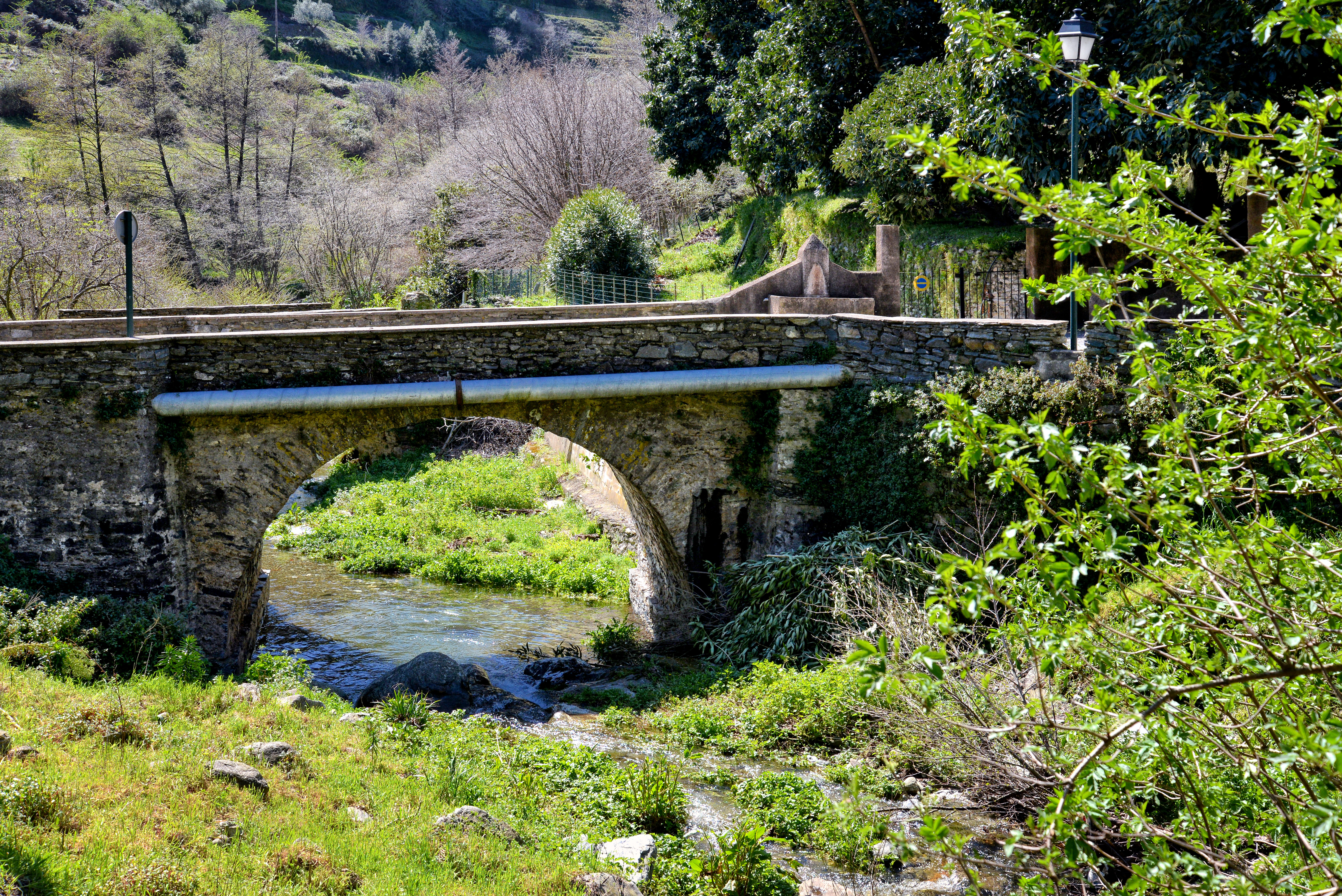
Pont de Vescovato sur le Cintrone.
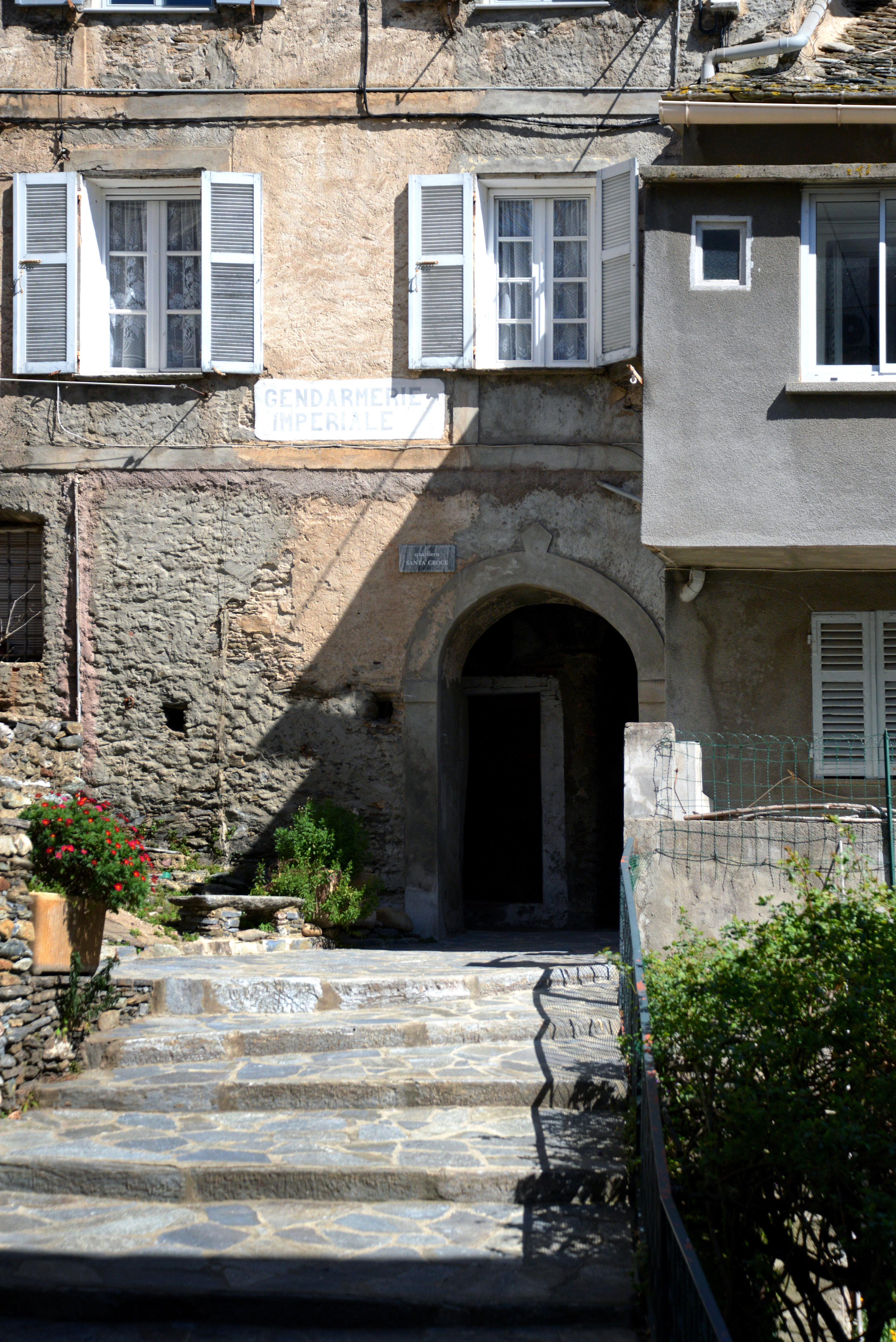
Entrée de l'ancienne gendarmerie impériale.

### Patrimoine culturel

#### A Memoria
Sous l'église Saint-Martin se trouve un passage couvert dit « a loghja ». Ce passage, taillé dans la roche, conduit aux anciennes écuries des moines. L'endroit a été nommé A Memoria car y sont conservés tous les objets d'époque afférents à l'histoire du village.

### Patrimoine naturel

#### ZNIEFF
Vescovato est concernée par deux ZNIEFF :
Hauts maquis préforestiers des collines orientales de la Castagniccia.
Cette ZNIEFF 940004230 (2e génération) s'étend sur le haut bassin versant du ruisseau de Buccatoju et se présente sous l'aspect d'une combe encaissée exposée au nord-est. Elle concerne 23 communes de Casinca, Moriani, Campoloro, Alesani et Verde. Avec des sommets atteignant ou dépassant 1 000 mètres (Monte Negrine 1 133 mètres), le relief élevé, très proche de la mer, provoque des précipitations importantes sur ce secteur qui est un des plus arrosés du littoral corse.
Ripisylve de l'embouchure du Golo.
Cette ZNIEFF 940013106 (2e génération) située à l'embouchure du Golo, occupe une superficie de 237 ha des communes de Lucciana, Vescovato et Venzolasca.

#### Natura 2000
Vescovato est concernée par un site d'intérêt communautaire (Dir. Habitat):
Mucchiatana.
L'arrêté du 25 mars 2011 porte désignation du site Natura 2000 Mucchiatana (zone spéciale de conservation) sur une partie du territoire des communes de Lucciana, Vescovato, Venzolasca et Sorbo-Ocagnano en Haute-Corse. Seuls 32 % des (265 ha du site propriété du Conservatoire du littoral bénéficie de mesures de protection -fiche « MUCCHIATANA (FR1100056) » à l'Inventaire national du patrimoine naturel. L'habitat majoritaire est représenté par des dunes littorales. L'intérêt porte sur des reptiles (Emys orbicularis, Testudo hermanni), des poissons (Alosa fallax), des invertébrés (Cerambyx cerdo et Papilio hospiton) et des plantes (Genévrier oxycèdre à gros fruits et Bourreau-des-arbres).

### Personnalités liées à la commune
- Ghjambattista Ristori, commandant de Furiani en 1767, participa à la prise de Capraia le 17 février 1767. Il en repart le 20 avril de la même année[31]. Prisonnier sur parole des Génois dans Bastia en octobre 1768. Le 5 février 1793, Cristofanu Saliceti alors député, le propose comme lieutenant-colonel.
- Ghjancarlu Saliceti, officier di truppa pagata di Pasquale Paoli en 1762, grand soldat et patriote corse.
- Matteo Buttafoco (1731-1806), militaire, homme politique né à Vescovato, député de la Noblesse de Corse dans le tiers-état lors des États Généraux en 1789.
- Raphaël de Casabianca (1738 Vescovato - 1825), militaire français
- Luc-Julien-Joseph Casabianca, (1762 Vescovato - 1798 Aboukir), officier de marine, disparu avec son fils Giocante de Casabianca, âgé de 12 ans à bord du navire L'Orient, lors de la bataille d'Aboukir. Cet épisode tragique inspira un des plus célèbres poèmes de langue anglaise, écrit par Felicia Hemans (1793-1838), « Casabianca », plus connu sous le titre The boy stood on the burning deck.
- Jean Filippi (1905-1993), haut fonctionnaire, sénateur de la Corse, ancien ministre.
- Pascal Bastia né Pascal Simoni, (1908-2005), auteur de la chanson je tire ma révérence et de nombreuses opérettes.
- Alexandre Sanguinetti (1913-1980), ancien ministre.
- Antoine Sanguinetti (1917-2004), amiral
- Jean Bastia frère de Pascal Bastia, né en 1919, cinéaste, scénariste, producteur.
- Joseph Pasteur né Joseph Rochesani (1921-2011), journaliste, pionnier de l'ORTF.
- Charles Orlanducci (1951 Vescovato - ) ancien capitaine du SECB, finaliste de la coupe de l'UEFA en 1978, vainqueur de la coupe de France en 1981.
- Charles-Henri Filippi né en 1952, écrivain et président d'établissement financier.
- Marcu Biancarelli, né en 1968, enseignant, écrivain, romancier.
- Laurent Balue-Rochesani, né en 1973 ancien joueur de rugby.
- Pierre Mignoni, né en 1977 ancien joueur et international français de rugby.
- Matteu Maestracci, né en 1980, journaliste à Radio France.

### Héraldique
| Blason de Vescovato | Blason  | Écartelé : au 1er d'azur à la mitre d'évêque d'argent détaillée d'or, au 2e d'argent à l'aigle au vol abaissé sur un promontoire en perspective, le tout d'azur, au 3e d'argent à trois épis de blé à dextre accompagnés à senestre d'une grappe de raisin tigée et feuillée, le tout d'or, au 4e d'azur au parchemin d'argent mis en perspective dans le sens de la bande, chargé de l'inscription « Storia di Corsica » en lettres de sable et accompagné d'une plume elle aussi d'argent, à la terrasse de sinople surmontée d'une burèle d'or remplie d'argent chargée de l'inscription « XIIIeme » en lettres de sable. |
| Blason de Vescovato | Détails | * Il y a là non-respect de la règle de contrariété des couleurs : ces armes sont fautives (or sur argent, argent sur or). Le statut officiel du blason reste à déterminer. |